# Wolfgang Schmidt (político)
Wolfgang Schmidt (Hamburgo, 23 de septiembre de 1970) es un político y jurista alemán que se desempeñó como ministro federal de Asuntos Especiales y jefe de la Cancillería desde 2021 hasta 2025 en el gobierno liderado por el canciller Olaf Scholz. Anteriormente fue secretario de Estado en el Ministerio Federal de Finanzas bajo el entonces ministro Scholz en el gobierno de la canciller Angela Merkel de 2018 a 2021.
Schmidt ha sido un colaborador cercano de Scholz desde 2002 y es considerado su spin doctor.

## Biografía
Schmidt nació el 23 de septiembre de 1970 en Hamburgo. Comenzó a estudiar Jurisprudencia en la Universidad de Hamburgo en 1991 y se graduó en 1995. Desde 1995, estudió Jurisprudencia en la Universidad del País Vasco durante 2 años. En 1997, se convirtió en investigador asociado en la Universidad de Hamburgo hasta 2000.

### Carrera política
Schmidt se unió a la organización juvenil del Partido Socialdemócrata, los Jusos, en 1989 debido a su interés por el tercer mundo.
Desde 2002 hasta 2005, Schmidt trabajó como asesor y luego como jefe de gabinete de Olaf Scholz cuando este se desempeñaba como secretario general del SPD. Siguió siendo jefe de gabinete de Scholz cuando este último fue nombrado whip del grupo parlamentario del SPD.
En el gobierno de la canciller Angela Merkel, Schmidt se desempeñó nuevamente como jefe de gabinete de Scholz en el Ministerio Federal de Finanzas.
De 2010 a 2011, Schmidt se desempeñó como director de la oficina de representación de la Organización Internacional del Trabajo (OIT) en Alemania.
El 6 de diciembre de 2021, Schmidt fue nombrado Ministro Federal de Asuntos Especiales y Jefe de la Cancillería en el Gabinete Scholz, y fue inaugurado por el presidente Frank-Walter Steinmeier el 8 de diciembre.